# Open afbeeldingsstelling
In de functionaalanalyse, een deelgebied van de wiskunde, is de open afbeeldingsstelling, ook wel bekend als de stelling van Banach-Schauder (vernoemd naar Stefan Banach en Juliusz Schauder), een fundamenteel resultaat, dat stelt dat iedere continue lineaire afbeelding tussen banachruimten die surjectief is, ook een open afbeelding is.

## Oorspronkelijke vorm
Banach formuleert de stelling in termen van rijen in F-ruimten, dat zijn topologische vectorruimten waarvan de topologie wordt voortgebracht door een volledige tranlatie-invariante metriek. Elke banachruimte is per definitie een F-ruimte.
Als een continue lineaire afbeelding {\displaystyle f} een F-ruimte {\displaystyle X} surjectief afbeeldt op een F-ruimte {\displaystyle Y}, en {\displaystyle (y_{1},\ldots ,y_{n},\ldots )} is een rij in {\displaystyle Y} die convergeert naar {\displaystyle y=f(x)\in Y}, dan bestaat er een rij {\displaystyle (x_{1},\ldots ,x_{n},\ldots )} in {\displaystyle X} die naar {\displaystyle x} convergeert en zodanig is dat voor elke {\displaystyle n} geldt dat {\displaystyle f(x_{n})=y_{n}}.

## Alternatieven en generalisaties
Een herformulering met open verzamelingen, hier in het geval van banachruimten, luidt:
Zij {\displaystyle f\colon X\to Y} een surjectieve continue lineaire afbeelding tussen banachruimten, dan is het beeld onder {\displaystyle f} van een open deel van {\displaystyle X} steeds een open deel van {\displaystyle Y}.
Het bewijs maakt gebruik van de categoriestelling van Baire, en de volledigheid van zowel {\displaystyle X} als {\displaystyle Y} is van essentieel belang voor deze stelling. De bewering in deze stelling gaat niet langer op als een van beide ruimten slechts een genormeerde vectorruimte is, maar is waar als zowel {\displaystyle X} als {\displaystyle Y} als fréchet-ruimten worden genomen.
De rol van baire-categorieën wordt uitdrukkelijker in de volgende generalisatie:
Als {\displaystyle f\colon X\to Y} een continue lineaire afbeelding is van een F-ruimte {\displaystyle X} naar een topologische vectorruimte {\displaystyle Y}, en {\displaystyle f(X)} is van de tweede categorie in {\displaystyle Y}, dan is {\displaystyle f(X)=Y}, en tevens is {\displaystyle Y} eveneens een F-ruimte en {\displaystyle f} een open afbeelding.